# 现实政治
現實政治（德語：Realpolitik）源自19世紀的普魯士王國，由當時首相奥托·冯·俾斯麦提出，當代英文相關討論沿用德文之Realpolitik。

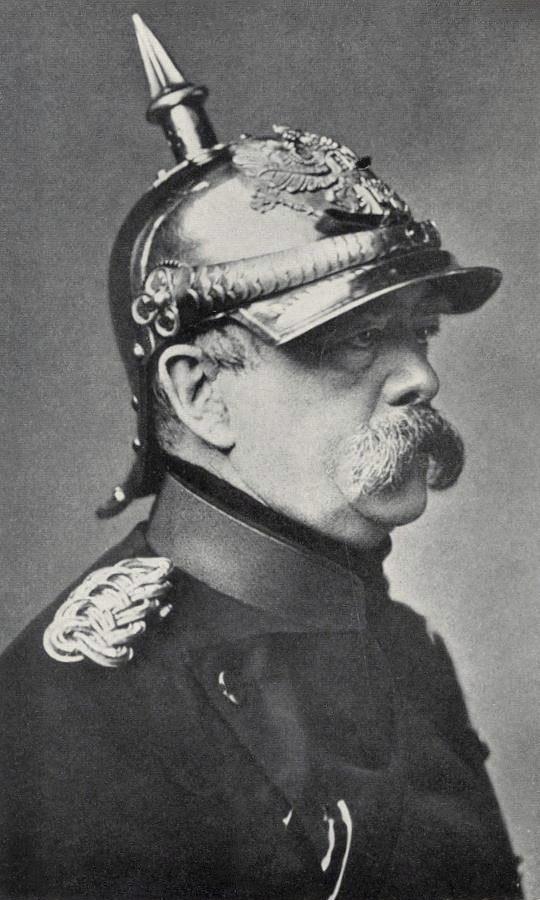
鐵血宰相俾斯麥

## 主要主張及歷史脈絡
現實政治主張，當政者應以國家利益作為從事內政外交的最高考量，而不應該受到當政者的感情、道德倫理觀、理想、甚至意識形態的左右，所有的一切都應為國家利益服務。然而現實政治從19世紀後期的普魯士俾斯麥到20世紀的美國基辛格，雖都以國家利益至上為最高判準，但於國際外交及手段的歷史脈絡上有顯著的不同。19世紀後期的普魯士，受現實政治主張戰爭為合理維護國家利益的手段，無需為出兵找道德的名號，因此在此思想的指導下，有德意志統一戰爭，例如普丹戰爭、普奧戰爭和普法戰爭等。20世紀的美國基辛格，則宣稱單純以美國國家利益做考量，企圖在冷戰意識形態的對立格局，主張與蘇聯的關係低盪而和中華人民共和國修好，使美軍得以談判並撤出越戰。此時，所謂的現實政治主張以力量的均衡為行動指南。在美國的脈絡下，現實政治常用來與美國理想主義——特別是強調民主、正義、人權、和平的威爾遜主義——作為對比。

## 評論
普遍認為，普魯士在此思想指導下完成德意志統一戰爭後稱霸歐陸，此外亦導致各國窮兵黷武，從而加速第一次世界大戰的到來。